# Кёкусин Будокай Карате

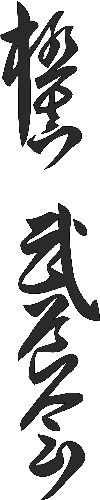
каллиграфия кёкусин будокай кан

Кёкусин Будокай Карате (яп. 極真武道会空手) — стиль, созданный мастером боевых искусств Йоном Блюмингом (10 дан, Нидерланды).
В своей основе это Кёкусинкай Масутацу Оямы, в котором разрешены удары руками в голову, захваты и добавлена борьба. Кёкусин Будокай, изначально созданный как сплав карате и дзюдо, является универсальным стилем боя, который продолжает развиваться и обогащаться техниками других направлений боевых искусств, таких как бразильское джиу-джитсу, муай-тай, грэплинг, самбо и др.
Спортивные правила поединка в Кёкусин Будокай максимально приближены к условиям реального боя и имеют минимум ограничений. Благодаря разносторонней подготовке, бойцы Будокай успешно выступают на соревнованиях других организаций, проводящих полноконтактные поединки.
Прикладной раздел наряду с болевыми контролями и удушениями, включает «уличные приёмы» и травмирующие техники, позволяющие эффективно действовать в случае самообороны.
Школа Кёкусин Будокай развивается в рамках нескольких конкурирующих международных организаций. Прежде всего, это созданная Кайчо (основателем) Будокай Йоном Блюмингом в 1981 году International Budo Kai Kan, IBK (яп. 国際極真武道会館), которая является самой крупной и имеет множество представительств по всему миру. В России школу представляет организация «Кёкусин Будокай России». Официальный сайт организации budo.su. Также Федерация Кёкусин Будокай прикладное каратэ России представлена в Телеграм-канале — https://t.me/budokaikan_ru
В начале 2000-х годов бывшим Канчо (Президентом) International Budo Kai Kan Жераром Гордо (Нидерланды) был создан International Budo Kai, который имеет ту же аббревиатуру IBK.
В 2012 году по инициативе также бывшего Канчо (Президента) International Budo Kai Kan Хенка Куперса (Нидерланды) был создан World Independent Budo Kai (WIBK).
В связи с тем, что Канчо Йон Блюминг в основном занимался организационными вопросами, он не  сформулировал квалификационные требования стиля. Только после приезда в Россию в начале 2000-х он попросил об этом Георгия Михайловича Астафьева, который в 2006 году был назначен Канчо России. На основании идей Блюминга, Георгием Астафьевым были сформулированы Квалификационные требования стиля Куиокушин Будокай - https://kbkk.ru/kihon
Сайт Федерации Кёкусин Будокай прикладное каратэ России — https://budokaikan-ru.ru